# South Owersby
South Owersby – przysiółek w Anglii, w Lincolnshire, w dystrykcie West Lindsey, w civil parish Owersby. Leży 23.8 km od Lincoln i 213.6 km od Londynu.
W 1931 roku civil parish liczyła 77 mieszkańców.